# خورش ریواس
خورش ریواس یکی از انواع  خورش‌ها در آشپزی ایرانی است. این خورشت در اکثر نقاط ایران به صورت های متفاوتی آماده می‌شود. با توجه به اینکه برگ‌های این گیاه مسموم کننده است، در تهیه این خورش از ساقه‌ی آن استفاده می‌شود. همچنین، به دلیل فصلی بودن رویش ریواس، این غذا بیشتر در بهار پخته می‌شود.  

## مواد لازم برای تهیه خورش ریواس
- گوشت خرد کرده
- پیاز ساطوری
- ساقه ریواس پوست گرفته و خرد شده
- نعناع و جعفری ساطوری
- نمک و فلفل و روغن
- برنج